# Lauren Morelli
Lauren Morelli (Pittsburgh, 22 luglio 1982) è una scrittrice e autrice televisiva statunitense conosciuta soprattutto per la serie su Netflix intitolata Orange Is the New Black.

## Biografia
Morelli, originaria di Pittsburgh, Pennsylvania, si è diplomata alla Winchester Thurston High School. Ha studiato danza al Marymount Manhattan College a New York, fino a quando, a causa di un infortunio alla schiena, non ha più potuto continuare.
Dopo molti anni di rimpianti per la fine della sua carriera da ballerina, Morelli è stata spronata da un suo professore del college a perseguire una carriera da scrittrice. Ha cominciato scrivendo brevi racconti, fino a che non rilasciò, nel 2013, la serie Netflix Orange Is The New Black. Le era stato assegnato il ruolo di "capo scrittrice" per due episodi della prima stagione di Orange Is The New Black, "WAC-Pack" e "Tall Men With Feelings." Morelli ha lavorato anche come drammaturgo: "Roach & Rat" è stata inclusa nella produzione Just Right Just Now, della Lesser America, a New York.
Morelli è stata nominata per il 2014 Online Film and Television Association's award per "Migliore scrittrice in una commedia", e per il 2014 e 2015 Writers Guild of America's award per "Migliore commedia", per il suo lavoro in Orange Is The New Black, insieme a tanti altri scrittori dello show.
Morelli è apertamente lesbica, dopo averlo annunciato nel 2014. Ha attribuito la scoperta della sua sessualità al processo di scrittura dei protagonisti di Orange Is The New Black. A settembre del 2014 Morelli divorzia da suo marito, Steve Basilone, con cui era sposata da due anni. La separazione è stata amichevole da entrambe le parti. Morelli si è successivamente sposata con l'ex membro del cast di Orange Is The New Black, Samira Wiley.